# تپه مزرعه خاتون ۲
تپه مزرعه خاتون ۲ مربوط به دوران‌های تاریخی پس از اسلام است و در شهرستان شازند، بخش زالیان، روستای مزرعه خاتون واقع شده و این اثر در تاریخ ۹ اردیبهشت ۱۳۸۲ با شمارهٔ ثبت ۸۵۹۹ به‌عنوان یکی از آثار ملی ایران به ثبت رسیده است.